# Чунгкинг
Чунгкинг (кин: 重慶, 重庆, Chóngqìng) град је у Народној Републици Кини на полуострву које је настало на ушћу реке Ђалинг у Јангце. Чунгкинг је један од 4 града у Кини који имају статус у рангу покрајине.
Град је индустријски, транспортни и културни центар региона са универзитетима, музејима, позориштем и галеријама. Конзулати више држава се налазе у Чунгкингу.
Према процени из 2009. у граду је живело 4.579.725 становника, док шире градско подручје има 31.442.300 становника.

## Географија

### Клима
Сви климатски подаци наведени испод потичу из централних делова града.
Годишњи просек18,39 °C (65,1 °F)
Јануарски просек7,9 °C (46,2 °F)
Јулски и августовски просек28,3 °C (82,9 °F)
Историјски температурни опсегОд −1,8 °C (29 °F) 15. децембра 1975 до 43,0 °C (109 °F) 15. августа 2006.
Укупан број сунчаних часова годишње955
Годишња преципитација1.108 mm (43,6 in)
Чунгкинг има влажну суптропску климу (Кепен Cfa), која се граничи са монсунском влажном суптропском климом (Кепен Cwa) и током већег дела године град доживљава велику релативну влажност, која је током свих месеци преко 75%. Град је познат као једна од „три пећи” реке Јангцекјанг, заједно са Вуханом и Нанкингом. Његова лета су дуга и међу најтоплијим и највлажнијим у Кини, са високим температурама у опсегу од 33 до 34 °C током јула и августа у урбаним областима. Зиме су кратке и донекле благе, али влажне и облачне. Локација града у Сичуанском сливу узрокује да он има једну од најнижих вредности укупног броја сунчаних часова годишње у Кини, са само 1.055 часова, што је ниже од већег дела Северне Европе. Месечни удео могуће сунчаности у самом граду је у опсегу од само 8% у децембру и јануару до 48% у августу. Екстреми од 1951. су били у опсегу од −1,8 °C (29 °F) дана 15. децембра 1975. (незванични рекорд од −2,5 °C (27 °F) је био постављен 8. фебруара 1943) до 43,0 °C (109 °F) дана 15. августа 2006. (незванични рекорд од 44,0 °C (111 °F) је био постављен 8. и 9. августа 1933).
Као што је испод приказано на примеру округа Јангјанг, услови су често хладнији у југоисточном делу општине због виших надморских висина.
| Клима Чунгкинга (округ Шапингба, 1981–2010) | Клима Чунгкинга (округ Шапингба, 1981–2010) | Клима Чунгкинга (округ Шапингба, 1981–2010) | Клима Чунгкинга (округ Шапингба, 1981–2010) | Клима Чунгкинга (округ Шапингба, 1981–2010) | Клима Чунгкинга (округ Шапингба, 1981–2010) | Клима Чунгкинга (округ Шапингба, 1981–2010) | Клима Чунгкинга (округ Шапингба, 1981–2010) | Клима Чунгкинга (округ Шапингба, 1981–2010) | Клима Чунгкинга (округ Шапингба, 1981–2010) | Клима Чунгкинга (округ Шапингба, 1981–2010) | Клима Чунгкинга (округ Шапингба, 1981–2010) | Клима Чунгкинга (округ Шапингба, 1981–2010) | Клима Чунгкинга (округ Шапингба, 1981–2010) |
| Показатељ \ Месец                           | .Јан.                                       | .Феб.                                       | .Мар.                                       | .Апр.                                       | .Мај.                                       | .Јун.                                       | .Јул.                                       | .Авг.                                       | .Сеп.                                       | .Окт.                                       | .Нов.                                       | .Дец.                                       | .Год.                                       |
| ------------------------------------------- | ------------------------------------------- | ------------------------------------------- | ------------------------------------------- | ------------------------------------------- | ------------------------------------------- | ------------------------------------------- | ------------------------------------------- | ------------------------------------------- | ------------------------------------------- | ------------------------------------------- | ------------------------------------------- | ------------------------------------------- | ------------------------------------------- |
| Апсолутни максимум, °C (°F)                 | 18,8 (65,8)                                 | 24,6 (76,3)                                 | 34,0 (93,2)                                 | 36,5 (97,7)                                 | 38,9 (102)                                  | 39,8 (103,6)                                | 42,0 (107,6)                                | 43,0 (109,4)                                | 41,9 (107,4)                                | 35,1 (95,2)                                 | 29,2 (84,6)                                 | 21,5 (70,7)                                 | 43 (109,4)                                  |
| Максимум, °C (°F)                           | 10,3 (50,5)                                 | 12,9 (55,2)                                 | 17,7 (63,9)                                 | 23,0 (73,4)                                 | 27,2 (81)                                   | 29,4 (84,9)                                 | 33,0 (91,4)                                 | 33,2 (91,8)                                 | 28,3 (82,9)                                 | 21,7 (71,1)                                 | 17,1 (62,8)                                 | 11,5 (52,7)                                 | 22,11 (71,8)                                |
| Просек, °C (°F)                             | 7,9 (46,2)                                  | 10,0 (50)                                   | 13,8 (56,8)                                 | 18,5 (65,3)                                 | 22,6 (72,7)                                 | 25,1 (77,2)                                 | 28,3 (82,9)                                 | 28,3 (82,9)                                 | 24,1 (75,4)                                 | 18,6 (65,5)                                 | 14,2 (57,6)                                 | 9,3 (48,7)                                  | 18,39 (65,1)                                |
| Минимум, °C (°F)                            | 6,2 (43,2)                                  | 8,0 (46,4)                                  | 11,2 (52,2)                                 | 15,4 (59,7)                                 | 19,3 (66,7)                                 | 22,1 (71,8)                                 | 24,8 (76,6)                                 | 24,7 (76,5)                                 | 21,2 (70,2)                                 | 16,5 (61,7)                                 | 12,2 (54)                                   | 7,7 (45,9)                                  | 15,77 (60,41)                               |
| Апсолутни минимум, °C (°F)                  | −1,8 (28,8)                                 | −0,8 (30,6)                                 | 1,2 (34,2)                                  | 2,8 (37)                                    | 10,8 (51,4)                                 | 15,5 (59,9)                                 | 19,2 (66,6)                                 | 17,8 (64)                                   | 14,3 (57,7)                                 | 6,9 (44,4)                                  | 0,7 (33,3)                                  | −1,7 (28,9)                                 | −1,8 (28,8)                                 |
| Количина падавина, mm (in)                  | 19,7 (0,776)                                | 23,3 (0,917)                                | 43,2 (1,701)                                | 95,2 (3,748)                                | 145,9 (5,744)                               | 192,6 (7,583)                               | 186,0 (7,323)                               | 137,9 (5,429)                               | 105,8 (4,165)                               | 85,8 (3,378)                                | 48,3 (1,902)                                | 24,3 (0,957)                                | 1,108 (43,623)                              |
| Дани са падавинама (≥ 0.1 mm)               | 10,0                                        | 9,8                                         | 11,9                                        | 14,3                                        | 15,5                                        | 15,7                                        | 12,5                                        | 11,3                                        | 12,7                                        | 16,1                                        | 11,5                                        | 9,8                                         | 151,1                                       |
| Релативна влажност, %                       | 84                                          | 80                                          | 77                                          | 77                                          | 77                                          | 81                                          | 76                                          | 74                                          | 79                                          | 85                                          | 84                                          | 85                                          | 79,9                                        |
| Сунчани сати — месечни просек               | 20,6                                        | 29,7                                        | 64,9                                        | 93,6                                        | 109,4                                       | 97,7                                        | 158,6                                       | 167,0                                       | 106,6                                       | 50,4                                        | 35,9                                        | 20,4                                        | 954,8                                       |
| Сунчано време — месечни проценти            | 8                                           | 11                                          | 18                                          | 25                                          | 26                                          | 26                                          | 42                                          | 48                                          | 28                                          | 18                                          | 13                                          | 8                                           | 24                                          |
| Извор: China Meteorological Administration  |                                             |                                             |                                             |                                             |                                             |                                             |                                             |                                             |                                             |                                             |                                             |                                             |                                             |

| Клима Јангјанг Туђе и аутономног округа Мјао (1971–2000) | Клима Јангјанг Туђе и аутономног округа Мјао (1971–2000) | Клима Јангјанг Туђе и аутономног округа Мјао (1971–2000) | Клима Јангјанг Туђе и аутономног округа Мјао (1971–2000) | Клима Јангјанг Туђе и аутономног округа Мјао (1971–2000) | Клима Јангјанг Туђе и аутономног округа Мјао (1971–2000) | Клима Јангјанг Туђе и аутономног округа Мјао (1971–2000) | Клима Јангјанг Туђе и аутономног округа Мјао (1971–2000) | Клима Јангјанг Туђе и аутономног округа Мјао (1971–2000) | Клима Јангјанг Туђе и аутономног округа Мјао (1971–2000) | Клима Јангјанг Туђе и аутономног округа Мјао (1971–2000) | Клима Јангјанг Туђе и аутономног округа Мјао (1971–2000) | Клима Јангјанг Туђе и аутономног округа Мјао (1971–2000) | Клима Јангјанг Туђе и аутономног округа Мјао (1971–2000) |
| Показатељ \ Месец                                        | .Јан.                                                    | .Феб.                                                    | .Мар.                                                    | .Апр.                                                    | .Мај.                                                    | .Јун.                                                    | .Јул.                                                    | .Авг.                                                    | .Сеп.                                                    | .Окт.                                                    | .Нов.                                                    | .Дец.                                                    | .Год.                                                    |
| -------------------------------------------------------- | -------------------------------------------------------- | -------------------------------------------------------- | -------------------------------------------------------- | -------------------------------------------------------- | -------------------------------------------------------- | -------------------------------------------------------- | -------------------------------------------------------- | -------------------------------------------------------- | -------------------------------------------------------- | -------------------------------------------------------- | -------------------------------------------------------- | -------------------------------------------------------- | -------------------------------------------------------- |
| Максимум, °C (°F)                                        | 7,5 (45,5)                                               | 8,8 (47,8)                                               | 13,0 (55,4)                                              | 19,7 (67,5)                                              | 23,9 (75)                                                | 26,9 (80,4)                                              | 30,0 (86)                                                | 30,2 (86,4)                                              | 25,6 (78,1)                                              | 20,3 (68,5)                                              | 15,1 (59,2)                                              | 10,3 (50,5)                                              | 19,3 (66,7)                                              |
| Минимум, °C (°F)                                         | 1,5 (34,7)                                               | 2,8 (37)                                                 | 6,3 (43,3)                                               | 11,5 (52,7)                                              | 15,6 (60,1)                                              | 19,2 (66,6)                                              | 21,5 (70,7)                                              | 21,1 (70)                                                | 17,5 (63,5)                                              | 12,8 (55)                                                | 8,0 (46,4)                                               | 3,4 (38,1)                                               | 11,8 (53,2)                                              |
| Количина падавина, mm (in)                               | 29,1 (1,146)                                             | 31,6 (1,244)                                             | 56,7 (2,232)                                             | 128,5 (5,059)                                            | 195,1 (7,681)                                            | 242,3 (9,539)                                            | 178,1 (7,012)                                            | 145,0 (5,709)                                            | 122,5 (4,823)                                            | 109,5 (4,311)                                            | 67,9 (2,673)                                             | 25,4 (1)                                                 | 1.331,7 (52,429)                                         |
| Дани са падавинама (≥ 0.1 mm)                            | 12,0                                                     | 12,2                                                     | 15,9                                                     | 16,9                                                     | 18,1                                                     | 17,1                                                     | 15,4                                                     | 14,4                                                     | 13,0                                                     | 15,1                                                     | 11,6                                                     | 9,7                                                      | 171,4                                                    |
| Релативна влажност, %                                    | 77                                                       | 77                                                       | 79                                                       | 80                                                       | 81                                                       | 83                                                       | 82                                                       | 81                                                       | 81                                                       | 82                                                       | 79                                                       | 76                                                       | 79,8                                                     |
| Сунчани сати — месечни просек                            | 42,5                                                     | 37,4                                                     | 47,6                                                     | 83,3                                                     | 102,7                                                    | 101,4                                                    | 155,9                                                    | 171,7                                                    | 112,3                                                    | 88,7                                                     | 68,7                                                     | 64,4                                                     | 1.076,6                                                  |
| Сунчано време — месечни проценти                         | 13                                                       | 12                                                       | 13                                                       | 22                                                       | 25                                                       | 24                                                       | 37                                                       | 42                                                       | 31                                                       | 25                                                       | 21                                                       | 20                                                       | 24,3                                                     |
| Извор: China Meteorological Administration               |                                                          |                                                          |                                                          |                                                          |                                                          |                                                          |                                                          |                                                          |                                                          |                                                          |                                                          |                                                          |                                                          |

### Ваздух
Чунгкинг, са маглом током преко 100 дана годишње, је познат као „Град магле” (雾都), попут Сан Франциска, а дебели слој магле га покрива током 68 дана годишње, углавном у пролеће и јесен. Током Другог кинеско-јапанског рата, овакве специфичне временске прилике су вероватно имале улогу у заштити града од напада Јапанске царске војске.

## Становништво
Према процени, у граду је 2009. живело 4.579.725 становника, док је у ширем градском подручју живело 31.442.300 становника.
| 1990.     | 2000.     | 2009.     |
| --------- | --------- | --------- |
| 3.122.704 | 3.229.900 | 4.579.725 |

## Партнерски градови
- Ономичи
- Адис Абеба
- Хирошима
- Инчон
- Бангкок
- Пеканбару
- Шираз
- Тулуза
- Лестер
- Диселдорф
- Владимир
- Вороњеж
- Запорожје
- Сијетл
- Детроит
- Торонто
- Бризбејн
- Кордоба
- Бисао